# Dolenji Podboršt, Mirna Peč
Dolenji Podboršt este o localitate din comuna Mirna Peč, Slovenia, cu o populație de 31 de locuitori.